# Dick in a Box
A „Dick in a Box” (más néven „A Special Box” vagy „A Special Christmas Box”, magyarul kb.: Farok a dobozban) a The Lonely Island Emmy-díjas videóklipje. A klip az 1990-es évek eleji R&B videóklipek stílusában készült és azokat figurázta ki, főszereplője és társszerzője Justin Timberlake és Andy Samberg.
A jelenetet a Saturday Night Live 2006. december 16-i adásban sugározta az NBC, később Justin Timberlake több koncertjén Andy Samberggel élőben is előadta. A dalt Samberg, Timberlake, Akiva Schaffer és Jorma Taccone írta, a zenei rendező Katreese Barnes volt. 2007. szeptember 8-án a dal Emmy-díjat nyert.

## A videóklip
A klipben két nőcsábász (Samberg és Timberlake) énekel a barátnőiknek (Maya Rudolph és Kristen Wiig) adott karácsonyi ajándékról. Mindkettejük nadrágjára egy szépen becsomagolt ajándékdoboz van erősítve és egyértelműen utalnak rá, hogy péniszük a dobozba nyúlik. A dalszöveg az elkészítés módját is leírja: (1: Cut a hole in a box - Vágj egy lyukat a dobozon, 2: Put your junk in that box - Tedd a fütykösöd a dobozba, 3: Make her open the box… and that's the way you do it! - A barátnőd nyissa ki a dobozt… így kell ezt csinálni!) A szöveg szerint a „farok a dobozban” jobb ajándék a gyémántgyűrűnél – mert az nem személyes –, az autónál – mert kevésbé fejezi ki, hogy mennyire fontos neki a hölgy –, vagy egy háznál – mert egy ilyen lány valami igazit érdemel. A dal szerint bármilyen alkalomból adható, karácsonyra, hanukára, kwanzaára (a négerek afrikai gyökereinek ünneplése Amerikában) stb. A videóklip végén mindkettőjüket letartóztatják közszeméremsértés vádjával.
A klip és a dal is az 1990-es évek R&B stílusában készült, ehhez hasonló volt akkoriban a Color Me Badd, Jodeci vagy R. Kelly. Az alapötlet hasonlít az 1982-es „Az étkezde” c. film egyik jelenetére, amiben Mickey Rourke egy moziban a barátnőjével közösen evett pattogatott kukoricás zacskóba dugta a péniszét.

## Reakciók
A televízióban leadott változatban a dick (farok) szót kisípolták. A kisípolás nélküli, eredeti változatot az adás után elérhetővé tették a Saturday Night Live weboldalán, amit a Parents Television Council (Szülők Televíziós Tanácsa) kifogásolt, arra hivatkozva, hogy az NBC ezzel megszegte a televíziós adásokra vonatkozó törvényt.
Az NBC a YouTube-ra is feltöltötte a klipet. Itt több mint 28 millióan látták és a YouTube minden idők hatodik legnézettebb klipje volt. Ezen kívül megjelent még a Google Video-n és más videomegosztó oldalakon is, így 2007 decemberéig több mint 35 millióan látták. 2007. október 21-én az NBC elindította saját video-oldalát a Hulu-t és ezzel egyidőben megszüntette a YouTube-os csatornáját. A Dick in a Box most a Hulun látható vagy olyan oldalakon amire beillesztették a videót a Huluról. Magyarországon a Hulu szerzői jogok akadályok miatt nem nézhető, de a klip más, nem hivatalos oldalakon elérhető.
A dal 2007-ben elnyerte a televíziós szakma Oscar-díjának is nevezett Emmy-díjat az Eredeti Zene és Dalszöveg kategóriában.

### Paródiák és egyéb változatok
- 2007. január 3-án, amikor Timberlake a The Tonight Show with Jay Leno c. műsorban szerepelt, az utána következő vendég, Masi Oka egy nadrágjára erősített dobozzal jelent meg.
- A Facebook ismeretségi hálózaton Valentin-napra árultak egy díszdobozt, aminek egy lyuk az oldalán[12][13]
- Az Incubus nevű együttes is előadta a dalt a 2006 Light Grenades turnéjuk keretében.[14]
- A YouTube-on más változatok is megjelentek, például a női „My Box in a Box”[15] vagy a Bagel with Lox (Lazacos bagel).[16]